# Окупация на Исландия
Окупацията на Исландия, наречена кодово Операция „Форк“ (на английски: Operation Fork), е британска военна операция, изпълнена от Кралския военноморски флот и морска пехота по време на Втората световна война.

## Ход на операцията
Инвазията започва в ранните часове на 10 май 1940, когато британски войници стъпват в Рейкявик – столицата на неутрална Исландия. Като не срещат никаква съпротива, те бързо се придвижват, за да прекъснат мрежите за комуникация, да завземат стратегически места и да арестуват немските граждани в страната. Конфискувайки местни превозни средства, британците се придвижват към Хвалфьордур, Калдадарнес, Сандскайди и Акранес, за да завземат места за кацане, подсигурявайки се срещу немска контраатака. В идните дни оборудване за въздушна защита е поставено в Рейкявик и отряд от войници е изпратен в Акурейри.
Вечерта на 10 май правителството на Исландия вдига глас на протест, заявявайки, че исландската неутралност е била „открито потъпкана“ и „нейната независимост престъпена“, като отбелязват, че ще очакват компенсация за нанесените щети. Британците обещават компенсация, изгодни търговски спогодби, ненарушаване на исландските работи и оттегляне на всички сили след края на войната. Без да предприемат повече мерки исландските власти де факто сътрудничат на нашествениците, макар формално да запазват политика на неутралитет.
Силата на инвазията се състои от 746 морски пехотинци, които са зле въоръжени и само частично обучени. Макар инвазията да успява в своята мисия, тя е очевидно неефективна в защитаването на остров от 103 хил. км2. На 17 май 4000 войника от британската армия пристигат, за да подпомогнат морските пехотинци. Впоследствие те достигат 25 000. Американските сили пристигат година по-късно, за да помогнат на британците, макар американците все още да са неутрални. Те остават на острова до края на войната.